# Condor (Phantasialand)
Condor was een condor van de attractiebouwer HUSS Park Attractions in het Duitse attractiepark Phantasialand.
De in 1986 geopende attractie werd in 2006 afgebroken om plaats te maken voor de uitbreiding van het themagebied Mexico.
De condor takelde 28 gondels, in vier cirkels van zeven, al draaiend naar een hoogte van 32 meter. Per gondel was er plaats voor twee bezoekers. De capaciteit van de attractie lag rond de 1120 personen per uur.
Lijst van attracties in Phantasialand · Quick Pass · afbeeldingen